# Vermögensbilanz
Eine Vermögensbilanz ist eine Gegenüberstellung von Vermögen und Schulden in Form einer Bilanz. In die Vermögensbilanz werden alle Vermögensgegenstände aufgenommen, die an einem bestimmten Stichtag vorhanden sind, ohne Beachtung wirtschaftlicher Beziehungen zwischen zwei Abrechnungsperioden. Damit steht die Vermögensbilanz im Gegensatz zur Erfolgsbilanz, die eine zwingende Rechnungsabgrenzung vorsieht.

## Volkswirtschaftliche Gesamtrechnung
Im ESVG 1995 zeigen Vermögensbilanzen Forderungen, Verbindlichkeiten und als Saldo das Nettogeldvermögen. Die Vermögensbilanzen werden von der Deutschen Bundesbank aufgestellt und sind an das Statistische Amt der Europäischen Gemeinschaften zu liefern.